# Нафталинсульфонаты
Нафталинсульфона́ты — название солей алкилнафталинсульфокислот, имеющих общую химическую формулу RnC10H7-nSO3M, где R — алкильный заместитель, M — ион металла. Кроме этого, к нафталинсульфонатам относят нейтрализованные продукты конденсации нафталинсульфокислот с формальдегидом и подобными соединениями, а также некоторые неалкилированные соли нафталинсульфокислот, имеющие подобные свойства, например динатриевая соль нафталин-2,6-дисульфокислоты. Наибольшую важность среди нафталинсульфонатов имеют натриевые соли алкилированных нафталинсульфокислот, использующиеся как анионные ПАВ.

## Получение
Промышленный синтез нафталинсульфонатов проводят, исходя из нафталина, который алкилируют алифатическими спиртами, алкилгалогенидами, олефинами; сульфируют (зачастую совмещая эту стадию с алкилированием) и нейтрализуют полученную сульфокислоту.